# Целіни (Малопольське воєводство)
Целіни (пол. Celiny) — село в Польщі, у гміні Івановиці Краківського повіту Малопольського воєводства.
Населення — 679 осіб (2011).
У 1975-1998 роках село належало до Краківського воєводства.

## Демографія
Демографічна структура станом на 31 березня 2011 року:
|          | Загалом | Допрацездатний вік | Працездатний вік | Постпрацездатний вік |
| -------- | ------- | ------------------ | ---------------- | -------------------- |
| Чоловіки | 346     | 80                 | 233              | 33                   |
| Жінки    | 333     | 76                 | 175              | 82                   |
| Разом    | 679     | 156                | 408              | 115                  |